# Західняк
Західня́к або западе́нець (жін. західня́чка, западе́нка, множ. західняки́, западе́нці) — узагальнена народна назва мешканців заходу України. У деяких випадках (насамперед, стосується другого слова), його вживання вважається образою. Відповідно, для позначення мешканців сходу України інколи вживають узагальнену назву східняк (жін. східня́чка, множ. східняки́).

## Історія
У 2000-х роках на Півдні та Сході Україні проросійські партії поширювали міф, що схід України є матеріальним донором західних регіонів країни, — і якби не важка промисловість сходу, то «західняки не мали б чого й їсти». У цих регіонах поширювали висловлювання, що в зв'язку з тим, що Захід України живе на дотації Сходу, то східні області мають отримувати більшість фінансування від держави. 
З приходом до влади Партії Регіонів у середині 2000-х років, прояви українофобії почали збільшуватися. Особливо це стало помітно у 2010 році, після того як Віктор Янукович став президентом України та його Партія Регіонів здобула більшість у Верховній Раді. Прикладом того, як почали дискримінувати «західняків» з боку держави, може бути те, як починаючи з 2010 року східні області почали отримувати більше, а західні області навпаки менше, матеріальної допомоги, державних замовлень в університети тощо.

## Приклади вжитку
В зв'яку з тим, що після приходу до влади Віктора Януковича у 2010 році почастішали випадки українофобії щодо українців з заходу України за мовною (через українську мову), етнічною (українець за національністю) та територіальною (що проживають на заході Україні) ознаками, часто навіть коли дискримінація когось з заходу України не була базованою на мовному, територіальному чи етнічному ґрунті, така дискримінація є першим що спадає на думку. Так у інтерв'ю виданню Галичина Спортивна у липні 2012 року з Андрієм Стадником, перше що спало на думку журналістові як причина того що срібного призера XXIX Олімпіади у вазі до 66 кг львів'янина Андрія Стадника не відправили від України на літню Олімпіаду 2012 у Лондоні було те, що він родом із західної України.
|  | - Ви з Василем Федоришиним – вихідці із Західної України. Чи немає якоїсь політичної причини у визначенні складу збірної? - Андрій Кв'ятковський теж «західняк», з Калуша. Думаю, в цьому випадку йдеться лише про банальний непрофесіоналізм у ставленні тренерів до вільної боротьби. |

Екс-мер Одеси Олексій Костусєв, після нічиї між Одеським Чорноморцем та Львівськими Карпатами 2:2, заявив, що «ми зіграли 2:2, щоб "западенців" не ображати» … Як би, нам сказано, треба з ними дружити.
|  | - Нам сказали не ображати западенців - заявив екс-мер Одеси Олексій Костусєв, стверджуючи що його змушують дружити з «западенцями». |